# Instruktionssæt
Ved et instruktionssæt forstås mængden af de maskinkodeinstruktioner, som en given CPU kan udføre. En computers instruktionssæt har betydning for folk, der skriver programmer i assembler eller udvikler compilere. Programmører, der arbejder i et højniveausprog, har sjældent behov for at kende en computers instruktionssæt. Det har dog især tidligere haft relevans ved læsning af et dump. 
Instruktionerne i et instruktionssæt kan deles i grupper. F.eks. flytning af data (mellem registre, og mellem lager og register), sammenligninger, aritmetik, hop-instruktioner, skifte- og rotationsinstruktioner (hvor hver bit i et register forskydes eller roteres), input-output, kanalinstruktioner (anvendes på visse maskiner til kommunikation med ydre enheder som f.eks. disk).
Instruktionerne kan deles i almindelige instruktioner, som ethvert program kan udføre, og privilegerede instruktioner, der kun kan udføres, når cpu'en er i en bestemt tilstand, beregnet for rutiner i operativsystemet. Et forsøg på at udføre en privilegeret instruktion fra et almindeligt program, vil føre til, at cpu'en afbryder programmet og i stedet lader en rutine i operativsystemet overtage.  